# La tradizione ermetica
La tradizione ermetica. Nei suoi simboli, nella sua dottrina e nella sua «Arte Regia» è un libro del filosofo e pensatore tradizionale Julius Evola, pubblicato per la prima volta dall'editore Laterza di Bari nel 1931 e successivamente tradotto in varie lingue.
Scrive Evola ne Il cammino del cinabro: «In parte la conoscenza diretta della letteratura ermetica la dovetti al Reghini, il quale mi prestò o segnalò antichi testi, mentre in precedenti articoli egli aveva indicato alcune chiavi per la comprensione del simbolismo ermetico-alchemico. Inoltre sapevo della materia attraverso gruppi francesi, soprattutto attraverso quello facente capo alla rivista Le Voile d'Isis. Come nel caso dei Tantra, il mio metodo fu di rifarmi alle fonti originarie e di raccogliere il più vasto materiale possibile con una seria documentazione, per poi esporre una sintesi dell'insegnamento secondo il punto di vista "tradizionale"».

## La pubblicazionetravagliatadella prima edizione
Nel 23 luglio 1928 – durante gli anni del Gruppo di Ur – Evola scrive a Laterza: «Vorrei proporle la pubblicazione di una mia operetta che tratterebbe della tradizione e delle scuole ermetiche del Medioevo e del Rinascimento, esposte come sistema di una scienza spirituale. Si tratterebbe di un soggetto quasi affatto trattato e molto suggestivo».
Laterza risponde negativamente, come risulta dalle ricerche di Alessandro Barbera presso l'archivio dell'editore barese.
Nel marzo 1930 Evola, sul fascicolo di marzo di Bilychnis – la rivista di studi religiosi della facoltà della Scuola Teologica Battista di Roma – pubblica il saggio dal titolo La dottrina della palingenesi nell'ermetismo medievale che è una sorta di estratto della seconda parte de La tradizione ermetica.
Scrive nuovamente a Laterza il 13 maggio 1930 a seguito dell'appoggio ottenuto da Croce che gli suggerisce di ridurre il testo dalle originali 300 pagine dattiloscritte a 200. Laterza, pur apprezzando la riduzione delle pagine, ritiene che il numero di note (600) e di citazioni (700) sia eccessivo. Il 22 luglio dello stesso anno Evola spiega così la sua scelta all'editore barese: «L'opera non può essere di mera divulgazione, per il fatto che manca ogni precedente; [...] per questo non si può "divulgare" semplicemente, ma anzitutto si deve dimostrare: altrimenti a me daranno di persona che inventa e fantastica, a Lei di editore di un'opera poco seria».
Il 3 marzo 1931 Laterza comunica ad Evola di avergli spedito le prime due copie de La tradizione ermetica.

## L'opera
Scrive l'autore nella sua autobiografia: «A dire il vero, fu l'ermetismo alchemico a costituire l'effettiva materia del mio studio. Si tratta di quella letteratura che, partendo da origini mitiche, ebbe già espressioni precise nel periodo alessandrino, in testi greci e siriaci. [...] Nel loro aspetto esteriore tutti i testi di questa plurisecolare corrente trattano di operazioni chimiche e metallurgiche, soprattutto della fabbricazione dell'oro e della produzione della pietra filosofale e dell'elixir dei saggi. [...] Intrapresi dunque uno studio sistematico per mettere in luce il vero contenuto interno della tradizione ermetico-alchemica. In realtà si trattava di una scienza iniziatica esposta con un travestimento chimico metallurgico. Le sostanze di cui parlavano i testi erano simboli per forze e principi [...] le operazioni riguardavano la trasformazione iniziatica dell'essere umano».
Secondo Evola l'Ars Regia è una delle vie iniziatiche occidentali per il raggiungimento di uno status spirituale superiore, insieme alla cosiddetta via del Graal. Una via opposta a quella religiosa, che prende piede in occidente dalla caduta dell'impero romano in poi che, secondo l'autore, perde del tutto ogni portata esoterica diventando semplicemente una dottrina della salvezza.
Per il filosofo la via indicata dall'ermetismo è un insegnamento segreto di natura sapienziale, ma contemporaneamente pratico, operativo.
In qualche modo per Evola l'alchimia – che egli identifica con l'ermetismo – diventa un sistema completo in grado di riassumere filosofia e magia, allo stesso modo dell'insegnamento tantrico indiano. L'alchimia «era un'ars regia [...] che andava al di là dei confini del Cristianesimo, un'arte che egli considerava la più alta in base alla sua concezione della supremazia della regalità sulla casta sacerdotale».

## Le edizioni diLa tradizione ermetica

### In Italia
- I ed.: Laterza, Bari, 1931
- II ed. riveduta: Laterza, Bari, 1948
- III ed. riveduta: Edizioni Mediterranee, Roma, 1971
- Ristampa: Edizioni Mediterranee, Roma, 1984
- Ristampa: Edizioni Mediterranee, Roma, 1991
- IV ed. corretta: Edizioni Mediterranee, Roma, 1996

### All'estero
- Ed. francese: La Tradition hermétique, les simboles et la doctrine, l'"art royal" ermetique, Éditions Traditionelles (Charcornac), Parigi, 1963
- II ed. francese: La Tradition hermétique, les simboles et la doctrine, l'"art royal" ermetique, Éditions Traditionelles (Charcornac), Parigi, 1968
- III ed. francese: La Tradition hermétique, les simboles et la doctrine, l'"art royal" ermetique, Éditions Traditionelles (Villain et Belhomme), Parigi, 1972
- IV ed. francese: La Tradition hermétique, les simboles et la doctrine, l'"art royal" ermetique, Éditions Traditionelles (Villain et Belhomme), Parigi, 1975
- Ed. spagnola: La Tradicìon hermética, en sus simbolos, en su doctrina y en su Arte Regia, Ediciones Martines Roca, Barcellona, 1975
- Ed. portoghese: A Tradição hermetica, nos seus Simbolos, na sua Dottrina e na sua Arte Regia, Edições 70, Lisbona, 1979
- V ed. francese: La Tradition hermétique, les simboles et la doctrine, l'"art royal" ermetique, Éditions Traditionelles (Villain et Belhomme), Parigi, 1983
- Ed. svizzera: Die Hermetische Tradition, Von der alchemistichen Umwandlung der Metalle und des Menschen in Gold, Ansata-Verlag, Interlaken, 1989
- Ed. Americana: The Hermetic Tradition. Symbols and Teachings of the Royal Art, Inner Traditions International, Rochester (Vermont), 1995

### Recensioni
- Stefano Andreani, Evola e la genialità ermetica, in Julius Evola, La tradizione ermetica, op. cit., pp. 205–210.
- René Guénon, La Tradition hermétique, in Le Voile d'Isis, aprile 1931.